# Drapeau de Chicago
Le drapeau de Chicago est le drapeau officiel de la ville de Chicago, dans l'État de l'Illinois, aux États-Unis. Il se compose de deux bandes horizontales bleu clair sur fond blanc,, chaque bande représentant un sixième de la taille du drapeau, et se plaçant chacune dans la seconde rangée de la moitié à partir d'en haut et d'en bas. Entre les deux bandes bleues, il y a quatre étoiles rouges à six pointes alignées et centrées horizontalement.
À l'instar du sceau de la ville, le drapeau de Chicago est souvent représenté et utilisé sur les documents officiels par les services municipaux et par les fonctionnaires de l'administration municipale de Chicago. Il arbore également les façades et les entrées des bâtiments appartenant à la ville de Chicago.
Depuis 1977, le drapeau de Chicago est utilisé par le Chicago Police Department en tant que drapeau officiel de la police de Chicago. Le drapeau de l'Alliance française de Chicago est un mixte entre le drapeau de Chicago (dont les éléments repris sont les quatre étoiles rouges à six pointes alignées sur une bande centrale horizontale blanche) et le drapeau de la France (bandes verticales tricolore dans le fond du drapeau). Depuis 2007, les Red Stars de Chicago, un club de soccer féminin professionnel, ont incorporé le drapeau de la ville dans le logo de la franchise. La symbolique des étoiles rouges est souvent utilisée par les services de la ville (comme les aéroports O'Hare et Midway pour leurs logos respectifs) et par les politiciens municipaux lors de leurs campagnes électorales par exemple.
En 2004, un sondage pour l'Association nord-américaine de vexillologie le classe en deuxième position pour ses qualités graphiques parmi cent cinquante drapeaux municipaux américains, derrière celui de Washington (district de Columbia), la capitale des États-Unis.

## Historique
En 1915, le maire de Chicago William Hale Thompson nomma une commission chargée de la création du drapeau municipal de Chicago, présidée par le conseiller municipal James A. Kearnes. Parmi les membres de la commission se trouvèrent entre autres Charles Deering, un riche industriel de Chicago, et Lawton S. Parker, un peintre impressionniste. Parker proposa au sein de la commission de faire participer le public afin d'avoir un plus grand nombre de suggestions et ainsi concevoir un meilleur drapeau municipal. Plus de mille modèles de drapeau furent présentés à la commission. À la suite d'un vote, la commission adopta le modèle conçu par Wallace Rice. Le 4 avril 1917, la recommandation de ce nouveau drapeau fut soumise par la commission au conseil municipal de Chicago qui l'accepta. À cette époque, deux étoiles seulement étaient représentées sur le drapeau, l'une pour le Grand incendie de Chicago qui frappa la ville en 1871, et l'autre pour célébrer l'Exposition universelle de 1893 qui eut lieu 24 ans plus tôt. Entre 1922 et 1942, le 318e régiment de cavalerie de l’armée américaine (318th Cavalry Regiment of the United States Army) incorpora le drapeau à ses insignes.
En 1933, sous l'impulsion du maire de Chicago Edward Joseph Kelly, une troisième étoile fut ajoutée en l'honneur de l'Exposition universelle de 1933 (A Century of Progress) qui se déroula entre 1933 et 1934. En 1939, suivant les recommandations de la commission commémorative du fort Dearborn, le conseil municipal ajouta une quatrième étoile pour commémorer la bataille de Fort Dearborn (également connue sous le nom de « massacre de Fort Dearborn »). Bien qu'il s'agisse de la dernière étoile à être ajoutée, elle constitue, pour des raisons de respect de la chronologie des évènements de l'histoire de Chicago, la première étoile sur le drapeau. À l'été 2007, une organisation chicagoane suggéra au conseil municipal d'ajouter une cinquième étoile dans le cas où la ville remporterait les Jeux olympiques d'été de 2016 (cependant Chicago fut éliminée dès le premier tour par le Comité international olympique).

## Symbolisme

### Les bandes

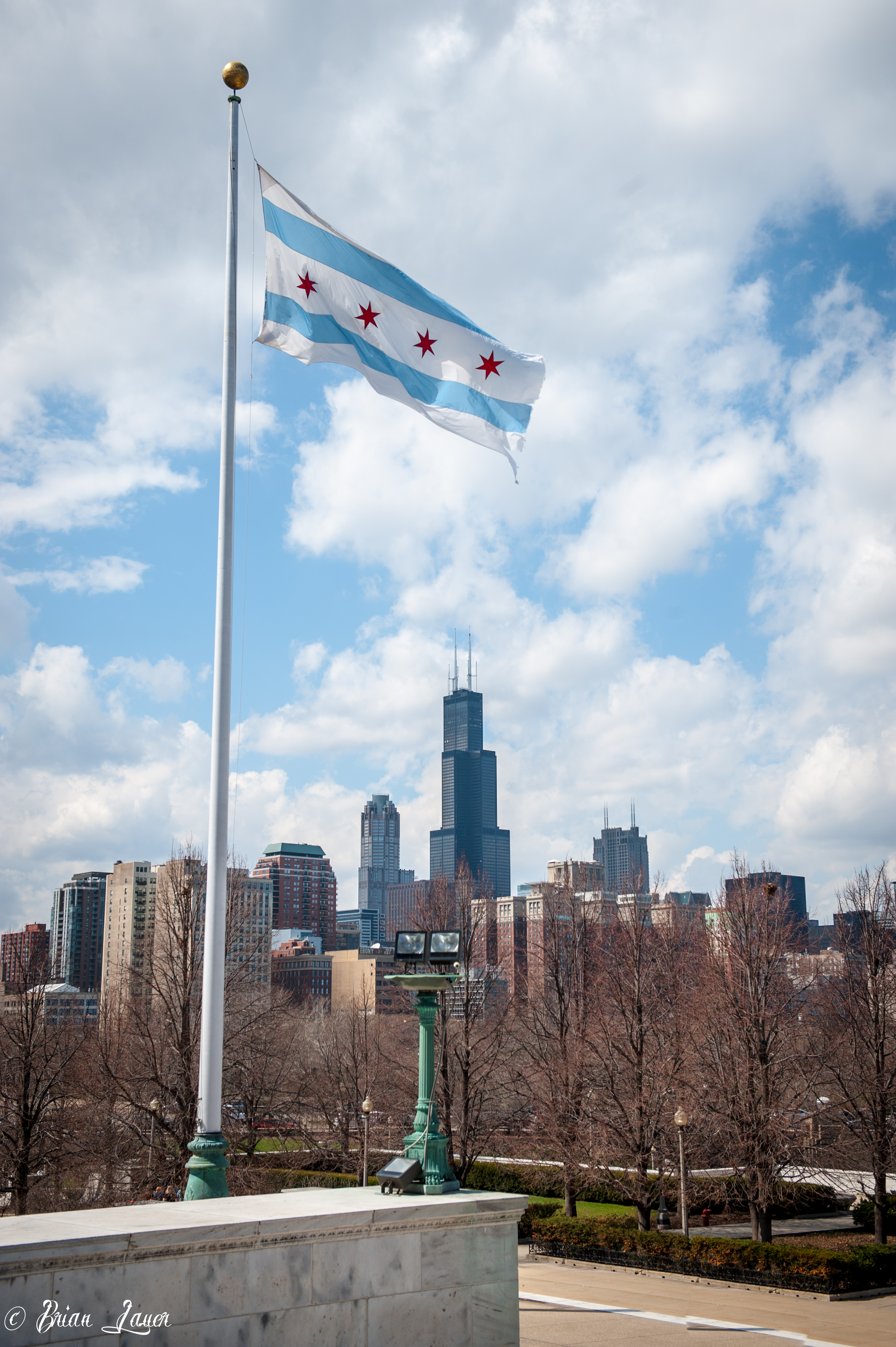
Le drapeau de Chicago flottant sur le Museum Campus, avec la Willis Tower en arrière plan.

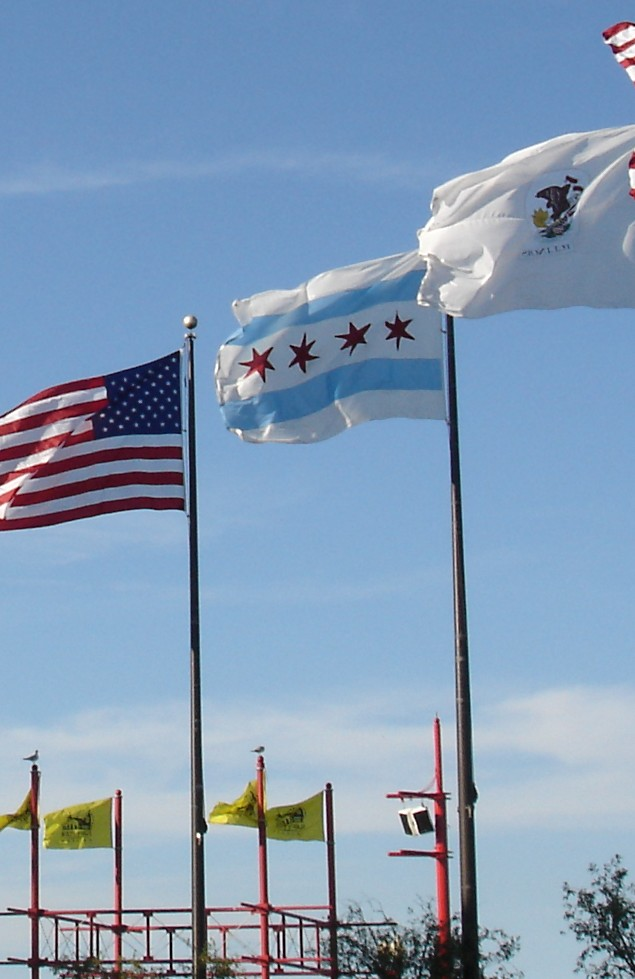
Le drapeau de Chicago entre le drapeau des États-Unis (à gauche) et le drapeau de l'Illinois (à droite) sur la jetée Navy.

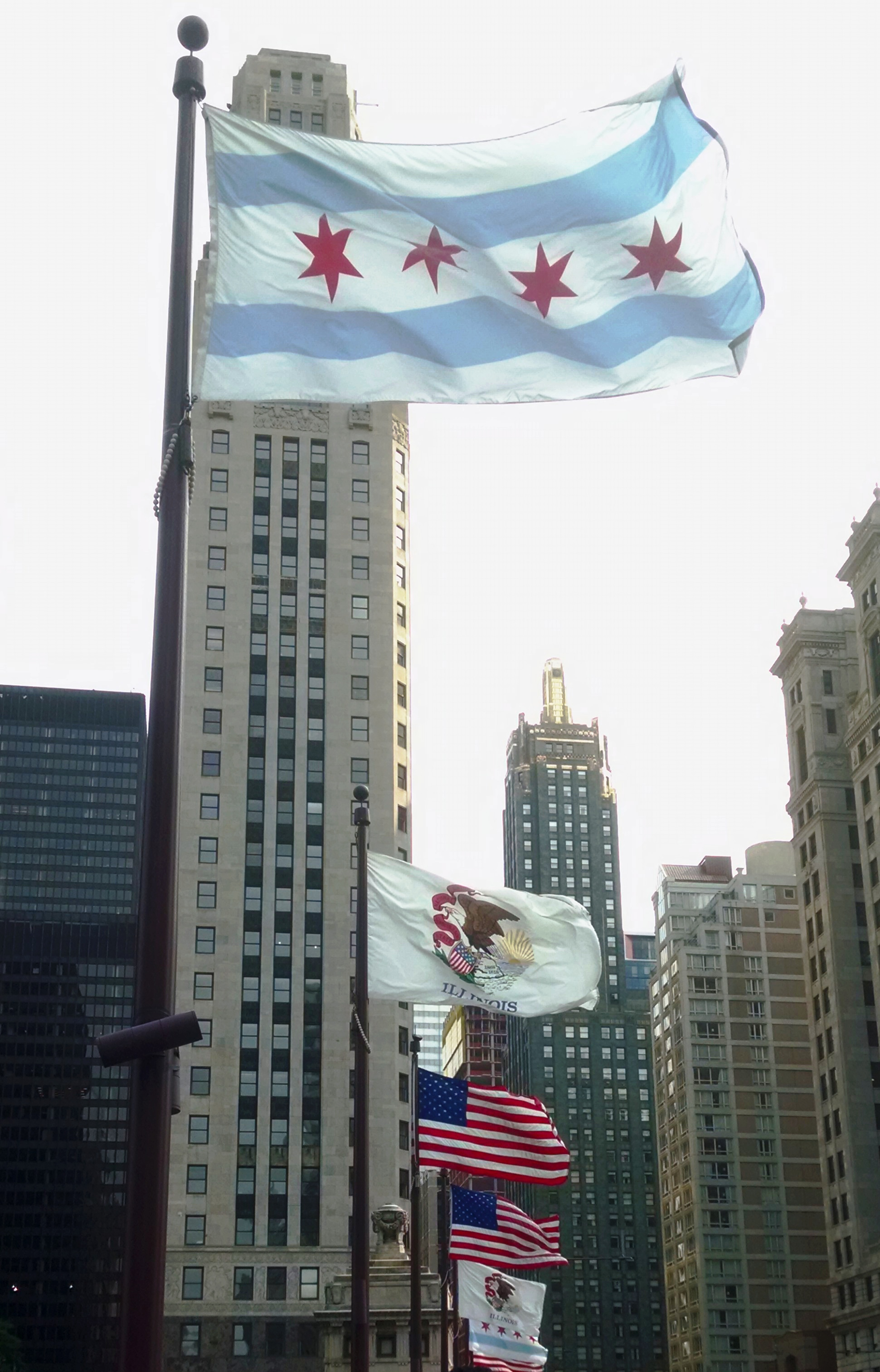
Le drapeau de Chicago flottant sur le pont de Michigan Avenue dans le district historique de Michigan–Wacker.

Le drapeau de Chicago est constitué de trois bandes blanches alignées de haut en bas qui représentent trois des quatre sections géographiques qui constituent le territoire de la ville de Chicago : le North Side (quartiers nord), le West Side (quartiers ouest) et le South Side (quartiers sud). La bande bleue supérieure représente le lac Michigan et la bande bleue inférieure représente la rivière Chicago,.
∗ Note : la section géographique correspondant à Downtown Chicago n'est pas incluse parmi les bandes blanches.

### Les étoiles
Quatre étoiles rouges à six branches s'alignent sur la bande blanche centrale, de gauche à droite (bien que ce n'est pas l'ordre dans lequel elles ont été ajoutées au drapeau) :
- La première étoile représente le fort Dearborn (fort nommé en l'honneur d'Henry Dearborn et construit en 1803 sur le site actuel de la ville de Chicago) ; l'étoile fut ajoutée au drapeau en 1939. Ses six pointes symbolisent le transport, la valeur travail, le commerce, les finances, le popularisme, et la salubrité publique[8].
- La deuxième étoile représente le Grand incendie de Chicago de 1871 (environ 1/3 de la ville fut dévasté par les flammes et plus de 300 personnes perdirent la vie dans la tragédie ; l'incendie devint en quelque sorte l'événement fondateur de la ville puisqu'il provoqua l'émergence de l'École de Chicago) ; l'étoile était présente dans la conception originale du drapeau en 1917. Ses six pointes représentent les vertus de la religion, de l'éducation, de l'esthétique, de la justice, de la bienfaisance, et de la fierté civique[8].
- La troisième étoile symbolise l'Exposition universelle de 1893 (World's Columbian Exposition ; l'exposition attira plus de 27 millions de visiteurs en provenance des quatre coins du monde) ; l'étoile était présente dans la conception originale du drapeau en 1917. Ses six pointes représentent les différentes entités politiques de Chicago et les drapeaux qui ont flotté au-dessus de la ville (avant et après sa fondation) : La Nouvelle-France en 1693, la Grande-Bretagne en 1763, l'État de Virginie en 1778, le Territoire du Nord-Ouest en 1798, le Territoire de l'Indiana en 1802, et le Territoire de l'Illinois (avant que ce dernier devienne un État américain en 1818)[8].
- La quatrième étoile symbolise l'Exposition universelle de 1933 (A Century of Progress), et fut ajoutée au drapeau la même année. Ses six pointes se réfèrent à des moments historiques qui ont fait la fierté de la ville, mais aussi à des surnoms et devises : la cinquième plus grande ville du monde[10] (après Londres, New York, Paris et Berlin, d'après le recensement de 1900) - la devise latine de Chicago « Urbs in Horto » (en français « La ville dans un jardin »)  et la devise « I Will » (« Je le ferai ») - ainsi que les surnoms « Windy City » (« La ville des vents » ; l'un des surnoms de Chicago les plus populaires) ; « The City of Big Shoulders » (« La ville aux larges épaules ») ; et « The Second City » (« La deuxième ville » ; de 1890 à 1990, Chicago fut la deuxième ville des États-Unis après New York)[8].

#### Une cinquième étoile?
À de nombreuses reprises dans l'histoire de Chicago, une cinquième étoile fut proposée pour être ajoutée au drapeau de la ville. La première fois que l'on proposa de modifier le drapeau fut dans les années 1940 lorsqu'une lettre qui fut envoyée à la municipalité par le célèbre quotidien Chicago Tribune proposa qu'une cinquième étoile soit ajoutée au drapeau pour célébrer l'entrée dans l'âge nucléaire, (c'est à l'université de Chicago en 1942 que fut créée la Chicago Pile-1, la première pile atomique au monde, dans le cadre du projet Manhattan). À une autre occasion, elle fut proposée en l'honneur de Harold Washington, le premier maire de Chicago d'origine afro-américaine élu en 1983.
En 1992, une cinquième étoile fut suggérée à la suite de l'inondation de Chicago. Selon certaines personnes, cette catastrophe naturelle qui paralysa le secteur financier du Loop durant plusieurs jours méritait une étoile, à l'instar de l'étoile symbolisant le Grand incendie de Chicago de 1871. En 1996, c'est un groupe de professionnels de l'immobilier de Chicago qui proposa qu'une cinquième étoile soit ajoutée au drapeau afin de représenter l'esprit d'entreprise qui régnait dans la ville dans les années 1990. En 1997, l'équipe de basket-ball des Bulls de Chicago remporta 69 matchs, le deuxième meilleur bilan de l’histoire avec les Lakers de Los Angeles en 1972, une cinquième étoile fut proposée à cette occasion. Ce fut aussi le cas lorsque l'équipe de baseball des Cubs de Chicago remporta les séries mondiales de 1908 et de 2016.
En 2009, la candidature de Chicago pour les Jeux olympiques d'été de 2016 fut retenue par le Comité international olympique. Pour l'occasion, un organisme de la ville proposa au conseil municipal d'ajouter une cinquième étoile dans l'hypothétique admission de Chicago aux Jeux olympiques d'été de 2016, ; cependant la ville fut éliminée dès le premier tour. Si Chicago eut été la favorite parmi les quatre villes candidates aux Jeux Olympiques (aux côtés de Madrid, Rio de Janeiro et Tokyo), une cinquième étoile serait peut-être venue arborer le drapeau de la ville. D'autres suggestions liées au sport inclurent la domination des Bulls de Chicago sur la NBA dans les années 1990.
En 2021, la maire de Chicago Lori Lightfoot suggéra que les actions portées par l'ensemble des services de la ville de Chicago en réponse à la pandémie de Covid-19 purent justifier l'ajout d'une cinquième étoile au drapeau de Chicago.

## Utilisations illicites
Selon le code municipal de Chicago (Municipal Code of Chicago), il est illégal d'utiliser le drapeau, ou toute imitation ou conception de celui-ci, sauf à des fins de décoration. Il est également interdit de faire apposer sur le drapeau toute lettre, mot, légende ou emblème non prévu par le Code. Les contrevenants sont passibles d'amendes allant de 5 à 25 dollars pour chaque infraction. Cependant, le premier amendement de la Constitution des États-Unis interdit l'application de cet article (U.S. v. Eichman).